# Browning Arms Company
Browning Arms Company – producent broni palnej i łuków sportowych. Firma została założona w 1927 w Utah. W swojej ofercie posiada szeroką gamę strzelb, karabinów i pistoletów.
Najbardziej znana jest ze strzelb: Browning BPS i Auto-5, karabinów: A-Bolt, X-Bolt i BAR M1918 oraz pistoletu Hi-Power.
Firma opierała się na projektach Johna Browninga, jednego z najlepszych projektantów broni.
Obecnie Browning Arms jest w pełni zależna od Fabrique Nationale de Herstal.

## Broń

### Pistolety
- Browning BDM
- Browning Hi-Power
- Browning Buck Mark

### Karabiny
- Browning A-Bolt
- Browning X-Bolt
- Browning T-Bolt
- Browning BLR
- Browning BAR
- Browning BL-22

### Strzelby
- Browning Auto-5
- Browning BPS
- Cynergy
- Browning Citori
- Browning Superposed
- BT-99
- Browning Maxus
- Browning Silver